# Georges Ier d'Antioche
Pour les articles homonymes, voir Georges Ier.
Georges Ier fut patriarche d'Antioche de l'Église jacobite de 758 à 790.

## Biographie
Il était originaire de la localité de Beletan, près d'Émèse, et issu d'une famille appartenant à l'Église melkite (d'obédience byzantine). Devenu jacobite, il reçut sa formation intellectuelle au monastère de Kennesrin, puis devint syncelle (adjoint) de l'évêque Théodore de Samosate.
En décembre 758, un synode se tenait à Mabboug pour élire un nouveau patriarche. Les deux précédents (depuis 754) avaient été imposés par le calife al-Mansour et étaient morts assassinés ; ils ne sont pas considérés comme légitimes par l'Église syriaque orthodoxe. Le synode n'arrivait pas à s'accorder sur le choix d'un candidat, et Georges fut imposé à la suite d'une pression extérieure attribuée au peuple des fidèles. Mais les évêques de Mésopotamie quittèrent le synode sans accepter le choix, et se réunirent entre eux pour élire un autre candidat : Jean de Callinicum (« anti-patriarche » selon la tradition jusqu'à sa mort en 762 ou 763). L'élection de Georges, de toute façon, ne fut pas ratifiée par le calife.
Georges Ier, selon l'habitude des patriarches de son Église, imposée par les conditions politiques, ne séjournait pas à Antioche, son siège théorique, mais dans différents monastères. En 765/766, par exemple, il séjourna dans le monastère de Zuqnîn, près d'Amida, où l'auteur anonyme de la Chronique du Pseudo-Denys de Tell-Mahré était alors moine. Cette chronique est un témoignage contemporain de la vie de l'Église jacobite à cette époque.
En 764/765, après la mort de Jean de Callinicum, un synode de réunification se tint à Saroug. Les négociations échouèrent finalement du fait du refus de Georges Ier de reconnaître les évêques consacrés par l'anti-patriarche. Une réunion d'opposants se tint ensuite dans le palais même du calife al-Mansour et élut un nouvel anti-patriarche : David de Dara. Celui-ci obtint d'al-Mansour, non seulement la reconnaissance de son titre, mais l'incarcération de Georges Ier à Bagdad (766 ou 767).
Le patriarche « légitime » resta emprisonné dans la capitale jusqu'à la mort d'al-Mansour (775). L'Église rivale nestorienne connaissait aussi à la même époque un conflit entre deux prétendants au titre de catholicos (Sorine et Jacques II, ce dernier considéré comme légitime par la tradition), avec le calife comme arbitre. Jacques II fut incarcéré à plusieurs reprises à Bagdad en même temps que Georges Ier.
Un accord sans précédent fut alors conclu entre les deux Églises, rapporté par Bar Hebraeus (Chron. Eccl., II, 157-8). Sliba-zkha, évêque nestorien de Tirhan, fut incarcéré à Bagdad en même temps que le catholicos Jacques II ; libéré, il se rendit auprès du maphrien Paul, pour le persuader d'autoriser l'ouverture d'une église nestorienne à Tikrit (siège des maphriens, où seule l'Église jacobite était admise). Le maphrien donna son accord, à condition que les nestoriens restituent aux jacobites l'église Mar Domitius de Nisibe qu'ils leur avaient prise. Sliba-zkha se rendit à Nisibe et obtint que la restitution soit faite par ses coreligionnaires. Dix commerçants jacobites de Nisibe gagnèrent ensuite Tikrit pour persuader les leurs. Sliba-zkha lui-même retourna à Bagdad où il rencontra le patriarche Georges Ier, toujours détenu. Celui-ci écrivit au maphrien et aux fidèles jacobites de Tikrit pour que l'autorisation d'ouvrir leur église soit donnée aux nestoriens. Quelques jeunes hommes agités s'y opposèrent, mais les anciens de la communauté ne les suivirent pas. La petite église nestorienne construite alors fonctionnait toujours au temps de Bar Hebraeus (XIIIe siècle). Celui-ci date ces événements de l'an 150 des Arabes (767).
Pendant ce temps, l'anti-patriarche David de Dara s'efforçait d'imposer son autorité avec le concours des autorités musulmanes : les évêques partisans de Georges Ier étaient expulsés de leur siège, et les fidèles forcés d'accepter le clergé rival. Dans sa prison, le patriarche rédigea un commentaire de l'Évangile de Matthieu (conservé en un manuscrit, couvrant près de cinq cents pages, et où il cite de nombreux commentateurs plus anciens).
À son avènement, en octobre 775, le calife al-Mahdi fit libérer Georges Ier, mais en lui interdisant en principe de porter le titre de patriarche et d'en exercer les fonctions. Ces conditions lui furent signifiées par l'émir de Mésopotamie, par l'entremise d'un truchement car le patriarche ne parlait pas et ne comprenait pas l'arabe. Georges Ier ne fut jamais reconnu par les autorités musulmanes.
Cependant, dans les années suivantes, reconnu comme légitime par la majorité des fidèles, il refit l'unité de l'Église jacobite autour de lui : les évêques schismatiques furent chassés et les partisans de Georges Ier restaurés ; le maphrien Jean II, qui organisait l'opposition au patriarche, fut même déposé.
Georges Ier mourut au monastère de Bar Sauma, près de Mélitène, où il est enterré. En dehors de son commentaire de l'Évangile de Matthieu, on conserve de lui une lettre synodale de 784/785 et une lettre à un diacre nommé Gurya sur l'Eucharistie, ainsi que des hymnes.